# کیک قهوه
کیک قهوه (به انگلیسی: Coffee cake)، در دو مورد بکار برده می‌شود:
- کیک قهوه، اغلب کیک اسفنجی است که با قهوه ساخته شده یا دارای عطر و طعم قهوه است.
- کیک قهوه بر انواع گوناگون کیک ممکن است اشاره داشته باشد که به همراه قهوه خورده می‌شود (به عنوان نمونه، به عنوان بخشی از یک وعده غذایی صبحانه). این نوع کیک لزوماً دربرگیرنده قهوه نیست. این نوع کیک‌ها معمولاً تک لایه هستند و اشکال آنان گوناگون و به صورت گرد، چهارگوش یا مستطیلی شکل یا حلقه‌ای است. این نوع از کیک قهوه ممکن است به مزه دارچین یا به طعم دیگر ادویه‌جات، آجیل یا میوه‌ها باشد.